# Khashchuluun Naranbaatar
Khashchuluun Naranbaatar (5 de agosto de 2004) es un futbolista mongol que juega en la demarcación de defensa para el Deren FC de la Liga de Fútbol de Mongolia.

## Selección nacional
Tras jugar en las categorías inferiores de la selección, finalmente hizo su debut con la selección de fútbol de Mongolia en un partido amistoso contra Georgia que finalizó con un resultado de 6-1 tras el gol de Baljinnyam Batbold para Mongolia, y de Davit Volkovi, Saba Lobjanidze, Giorgi Beridze, Budu Zivzivadze y un doblete de Giorgi Chakvetadze para Georgia.

## Clubes
| Club     | País     | Año   | Partidos | Goles |
| -------- | -------- | ----- | -------- | ----- |
| Deren FC | Mongolia | 2021- |          |       |